# Dieter Schneider
Pour les articles homonymes, voir Schneider.
Ne doit pas être confondu avec Dieter Schneider (parolier).
Dieter Schneider (né à Lauter, le 20 octobre 1949) est un footballeur est-allemand qui évoluait au poste de gardien de but. 
Il remporte la médaille de bronze aux Jeux olympiques de 1972.